# Збірна Косова з баскетболу
Збірна Косова з баскетболу (алб. Kombëtarja e basketbollit të meshkujve të Kosovës, серб. Кошаркашка репрезентација Косова, трансліт. Košarkaška reprezentacija Kosova) — національна баскетбольна команда, яка представляє Косово на міжнародній баскетбольній арені.

## Історія
Баскетбольна федерація Косово заснована в 1991 році. За часів Югославії Косово мало власну Суперлігу та нижчі дивізіони для обох статей. У 1990-х роках Косово проголосило політичну та спортивну незалежність від югославської системи, організувавши власну лігу, до якої увійшли сім різних команд з великих міст Косова. Деякі баскетболісти з Косова, особливо косовські серби та горанці, брали участь у складі збірних Сербії та Чорногорії, згодом Сербії, а косовські албанці вирішили виступати за збірну Албанії. У 2005 році збірна Косова брала участь у товариському турнірі в Александрії, де грала проти Єгипту та Румунії.
З 2015 року Баскетбольна федерація Косово член ФІБА. Косовари у 2017 році вперше брали участь у кваліфікаційному відборі на чемпіонат Європи.
2 серпня 2019 року збірна Косова здобула першу перемогу обігравши Македонію з рахунком 72–68 у відбірковому циклі на чемпіонат світу. Ще одну перемогу косовари здобули над збірної Естонії 75–69 та вийшли до наступного етапу, де програли всі матчі.
У кваліфікаційному відборі на Євробаскет 2022 косовари провели десять матчів маючи баланс перемог та поразок 2–8.
Відбірковий цикл на Євробаскет 2025 косовари також завершили з негативним балансом 1–7.
Станом на 2023 рік косовська збірна жодного разу не потрапляла на чемпіонат світу. Так само жодного разу не вдалось пробитись і на Олімпійські ігри.